# اسماعیل‌آباد (بردسیر)
اسماعیل‌آباد، روستایی از توابع بخش نگار شهرستان بردسیر در استان کرمان ایران است.

## جمعیت
این روستا در دهستان نگار قرار دارد و براساس سرشماری مرکز آمار ایران در سال ۱۳۸۵، جمعیت آن ۴۳۶ نفر (۹۶ خانوار) بوده‌است.